# منتخب جامايكا لدوري الرغبي
منتخب جامايكا لدوري الرغبي (بالإنجليزية: Jamaica national rugby league team)‏ هو ممثل جامايكا الرسمي في المنافسات الدولية في دوري الرغبي .  ظهر الفريق لأول مرة دوليًا في الكأس الأطلسي 2009 ضد الولايات المتحدة الأمريكية. 